# Hugo Obermaier-Gesellschaft
Die Hugo Obermaier-Gesellschaft für Erforschung des Eiszeitalters und der Steinzeit e.V. (HOG) ist ein 1951 gegründeter gemeinnütziger Verein, der sich der Archäologie der Steinzeit, insbesondere der Kulturen des Paläolithikums und Mesolithikums verschrieben hat. Die Gesellschaft trägt den Namen zu Ehren von Hugo Obermaier (1877–1946), der als Prähistoriker deutscher Abstammung in der ersten Hälfte des 20. Jahrhunderts einer der ersten europäisch agierenden Steinzeitforscher war.

## Gründung
Die Gesellschaft wurde 1951 unter Führung des Prähistorikers Lothar Zotz gegründet. Im Jahre 1956 erhielt sie den Zusatz „für Erforschung des Eiszeitalters und der Steinzeit“. Mitglieder sind Fachwissenschaftler der Ur- und Frühgeschichte, der Geologie, Geographie, Paläontologie, Paläobotanik, Paläoklimatologie und Anthropologie sowie interessierte Laien. Der Gesellschaft gehören etwa 250 Einzelmitglieder sowie verschiedene Institutionen aus ganz Europa an.

## Satzung und Ziele
Der Vereinssitz ist Regensburg, die Geburtsstadt Obermaiers. Die Geschäftsstelle wird durch das Institut für Ur- und Frühgeschichte der Universität Erlangen geführt.
Aufgabe der Gesellschaft ist es, die Interessen und Anliegen der Quartärforschung insbesondere im Hinblick auf die Erforschung des Steinzeitmenschen, seiner Umwelt und seiner Kulturen zu pflegen und zu fördern. Vorrang sollen dabei stets Arbeiten haben, die in der geistigen Tradition des Schaffens von Hugo Obermaier stehen. Als Ziele werden in der Satzung folgende Punkte genannt:
- Unterstützung und Herausgabe des Jahrbuchs Quartär,[3]
- Pflege der Beziehungen zu ausländischen Quartär- und Steinzeitforschern,
- Durchführung von Tagungen,
- Unterstützung von archäologischen Ausgrabungen und Forschungsprojekten.

Mit der Jahreshauptversammlung 2012 trat die HOG dem Deutschen Verband für Archäologie bei, der 2011 als Dachverband und Interessenvertretung der Archäologie in Deutschland gegründet wurde.

## Tagungen
Die Gesellschaft richtet jeweils in der Woche nach Ostern ihre Jahrestagungen aus. Die Tagungen sind Treffen für Fachwissenschaftler und Studierende der genannten Disziplinen, um aktuelle Forschungsarbeiten in einem öffentlichen Forum vorzustellen. Die Veranstaltungen sind auch für interessierte Laien zugänglich. Seit 1999 halten sich Tagungsorte in Deutschland und im europäischen Ausland etwa die Waage:
- 1999: 41. Tagung in Mikulov (Tschechien)[5]
- 2000: 42. Tagung in Tübingen[6]
- 2001: 43. Tagung in Halle (Saale)[7]
- 2002: 44. Tagung in Innsbruck (Österreich)[8]
- 2003: 45. Tagung in Santander (Spanien)[9]
- 2004: 46. Tagung in Greifswald[10]
- 2005: 47. Tagung in Neuchâtel (Schweiz)[11]
- 2006: 48. Tagung in Köln[12]
- 2007: 49. Tagung in Trento (Italien)[13]
- 2008: 50. Tagung in Erlangen[14]
- 2009: 51. Tagung in Ljubljana (Slowenien)[15]
- 2010: 52. Tagung in Leipzig[16]
- 2011: 53. Tagung in Herne[17]
- 2012: 54. Tagung in Toulouse (Frankreich)[18]
- 2013: 55. Tagung in Wien (Österreich)[19]
- 2014: 56. Tagung in Braunschweig[20]
- 2015: 57. Tagung in Heidenheim[21]
- 2016: 58. Tagung in Budapest (Ungarn)
- 2017: 59. Tagung in Aurich[22]
- 2018: 60. Tagung in Tarragona (Spanien)
- 2019: 61. Tagung in Erkrath
- 2020: 62. Tagung in Brünn (Tschechien), infolge der COVID-19-Pandemie verlegt auf 2021
- 2021: 62. Tagung online abgehalten, auf Einladung des Mährischen Landesmuseums
- 2022: 63. Tagung in Berlin
- 2023: 64. Tagung in Aarhus (Dänemark)
- 2024: 65. Tagung in Weimar
- 2025: 66. Tagung in Faro (Portugal)
- 2026: 67. Tagung in Ferrara (Italien)

## Publikationen

### Jahrbuch
Auf dem Kongress der Internationalen Quartärvereinigung (INQUA) in Wien 1936 beschlossen die Teilnehmer, eine Zeitschrift zu gründen, in der Beiträge zur Stratigraphie des Quartärs und zur ältesten Menschheitsgeschichte veröffentlicht werden. Die Herausgabe der Bände 1 (1938) und 2 (1939) des Jahrbuchs Quartär übernahmen Rudolf Grahmann und Lothar Zotz. Die Quartär-Bände 3 (1941) und 4 (1942) und folgenden bis einschließlich Band 17 (1966) wurden von Lothar Zotz allein herausgegeben. Nach einer Lücke durch die Kriegs- und frühen Nachkriegsjahre erschien das Jahrbuch ab Band 5 (1951) wieder regelmäßig, wobei dieser Band noch maßgeblich durch die Notgemeinschaft der deutschen Wissenschaft finanziert wurde.
Ab dem Band 6 (1953), dem ersten Band nach Gründung der Obermaier-Gesellschaft, erhielt die Reihe den Untertitel „Jahrbuch der Hugo Obermaier-Gesellschaft für Erforschung des Eiszeitalters und seiner Kulturen“. Seit den 1970er Jahren bis einschließlich Band 53/54 (2006) wurden meist Doppeljahrgänge herausgegeben. Ein Verlagswechsel erfolgte ab dem Band 39/40 (1989) vom Ludwig-Röhrscheid-Verlag zur Saarbrücker Druckerei und Verlag (SDV).
Band 55 bis 64 des Jahrbuchs erschienen im Verlag Marie Leidorf, seit Band 65 (2018) erscheint es im Verlag Dr. Faustus. Seit 2011 wird Quartär von Scopus (Elsevier) indiziert und von SCImago Journal & Country Rank bewertet. Quartär stand 2014 auf Platz 2 der deutschen archäologischen Publikationen, und auf Platz 27 weltweit (SCImago Journal & Country Rank).
Seit 2012 sind alle Artikel der zurückliegenden Jahrbücher im Open Access als PDF-Dateien zugänglich. Vom zuletzt erschienenen Band sind im ersten Jahr lediglich die Zusammenfassungen der Artikel online einsehbar.

### Monographien
Seit Gründung wurden im Auftrag der Obermaier-Gesellschaft neun Bände der Monographien-Reihe Quartär-Bibliothek herausgegeben.
Dazu gehören vier Bände, die sich mit dem Paläolithikum der Sesselfelsgrotte beschäftigen.

## Hugo-Obermaier-Förderpreis
Seit dem Jahre 2006 vergibt die Gesellschaft alle zwei Jahre einen Förderpreis in Höhe von 5.000 Euro für Doktoranden, die ein eigenes Grabungsprojekt im Bereich der Altsteinzeit oder Mittelsteinzeit durchführen wollen.